# Distrito electoral de Long Pine (condado de Rock, Nebraska)
Long Pine (en inglés: Long Pine Precinct) es un distrito electoral ubicado en el condado de Rock en el estado estadounidense de Nebraska. En el Censo de 2010 tenía una población de 19 habitantes y una densidad poblacional de 0,15 personas por km².

## Geografía
Long Pine se encuentra ubicado en las coordenadas 42°41′12″N 99°28′49″O / 42.68667, -99.48028. Según la Oficina del Censo de los Estados Unidos, Long Pine tiene una superficie total de 125.59 km², de la cual 125.57 km² corresponden a tierra firme y (0.01%) 0.01 km² es agua.

## Demografía
Según el censo de 2010, había 19 personas residiendo en Long Pine. La densidad de población era de 0,15 hab./km². De los 19 habitantes, Long Pine estaba compuesto por el 100% blancos, el 0% eran afroamericanos, el 0% eran amerindios, el 0% eran asiáticos, el 0% eran isleños del Pacífico, el 0% eran de otras razas y el 0% pertenecían a dos o más razas. Del total de la población el 0% eran hispanos o latinos de cualquier raza.